# Denis Kudla (Ringer)
Denis Maksymilian Kudla (* 24. Dezember 1994 in Racibórz, Polen) ist ein deutscher Ringer. Er wurde 2011 Junioren-Weltmeister (Cadets) und deutscher Meister im Ringen im griechisch-römischen Stil. Bei den Olympischen Sommerspielen 2016 in Rio de Janeiro und 2020 in Tokio gewann er die Bronzemedaille. 2017 wurde er in Paris Vize-Weltmeister.

## Werdegang
Denis Kudla wuchs in Dasing bei Augsburg auf und begann im Alter von sechs Jahren beim TSV Aichach mit dem Ringen. Sein damaliger Trainer war Oguz Özdemir. Mit elf Jahren ging er an das Ringerinternat in Schifferstadt, das er mit Mittlerer Reife abschloss. Seitdem wird er von Markus Scherer und, nachdem er Mitglied der Junioren-Nationalmannschaft des deutschen Ringerbundes geworden war, von Jannis Zamanduridis trainiert. In Schifferstadt wohnt er nunmehr mit seinem Bruder Patryk, der ebenfalls Ringer ist, zusammen. Nach Beendigung einer Lehre bei der BASF in Ludwigshafen am Rhein 2015 wurde er Bundeswehrsoldat und bereitete sich auf Olympischen Sommerspielen 2016 in Rio de Janeiro vor.
Denis Kudla war schon im Juniorenbereich sehr erfolgreich. In den Jahren 2010 und 2011 wurde er deutscher A-Jugend-Meister und 2012 auch deutscher Juniorenmeister. Bei den deutschen Meisterschaften der Senioren belegte er 2011 hinter Fabian Jänicke vom RSV Hansa Frankfurt (Oder) den 2. Platz im Weltergewicht. Im März 2012 gelang es ihm dann erstmals deutscher Meister bei den Senioren im Mittelgewicht vor Bastian Kurz vom RSV Hansa Frankfurt (Oder) und Eugen Ponomartschuk vom SV Wacker Burghausen zu werden.
Im Jahre 2010 startete Denis Kudla erstmals bei der Junioren-Europameisterschaft der Kadetten, die in Sarajevo stattfand. In der Gewichtsklasse bis 63 kg Körpergewicht musste er dabei aber noch Lehrgeld bezahlen und kam nur auf den 19. Platz. Bereits ein Jahr später, in die Gewichtsklasse bis 76 kg Körpergewicht gewachsen, war er weitaus erfolgreicher und gewann in Warschau in derselben Altersgruppe hinter Muchamad Kogitschew aus Russland und Lasha Gobadse aus Georgien eine Bronzemedaille. Bereits 14 Tage später übertraf er diesen Erfolg dann bei der Junioren-Weltmeisterschaft (Cadets) in Szombathely noch einmal, denn er wurde mit fünf Siegen Junioren-Weltmeister. In den entscheidenden Kämpfen besiegte er dabei Muchamad Kogitschew und Ogushan Mesut Sarisoy aus der Türkei. In seinen fünf Kämpfen gab er dabei nur gegen Kogitschew eine Wertung ab.
Bei den internationalen Wettkämpfen der Junioren des Jahres 2012 war er nicht so erfolgreich wie bei den Kadetten im Jahre 2011. Er belegte bei der Junioren-Europameisterschaft in Zagreb im Mittelgewicht nach Siegen über Wladimir Stankic, Serbien, und Dimitrios Papadopoulos, Griechenland, und einer Niederlage gegen Fuad Alijew, Aserbaidschan, den 8. Platz und bei der Junioren-Weltmeisterschaft im September 2012 in Pattaya verlor er seinen ersten Kampf gegen Hoha Hahnidse aus Weißrussland. Da dieser das Finale verfehlte, schied er aus und kam nur auf den 22. Platz.
2013 wurde Denis Kudla deutscher Juniorenmeister im Mittelgewicht, musste aber bei der deutschen Meisterschaft der Herren im Halbfinale eine Punktniederlage gegen Eugen Ponomartschuk vom SV Burghausen hinnehmen, dadurch konnte er sich nur mehr den 3. Platz erkämpfen. Dafür kam er aber in seinem zweiten Juniorenjahr auf die Erfolgsspur zurück, denn bei der Europameisterschaft in Skopje holte er sich mit Siegen über Zakarias Berg, Schweden, Robert Kobliaschwili, Georgien, Mikola Krisew, Ukraine, Ilja Gulijew, Russland und Dorian Parwan, Rumänien, den Europameistertitel. An der Junioren-Weltmeisterschaft dieses Jahres konnte er wegen einer Verletzung nicht teilnehmen.
Bei der deutschen Meisterschaft der Herren 2014 musste Denis Kudla im Finale des Mittelgewichts gegen Eugen Ponomartschuk wieder eine knappe Punktniederlage hinnehmen. Bei der Junioren-Europameisterschaft im Juni 2014 in Katowice/Polen erreichte er das Finale, in dem er gegen Islam Abbasow aus Aserbaidschan, den Junioren-Weltmeister (Cadets) 2013, knapp nach Punkten verlor. Auch bei der Junioren-Weltmeisterschaft 2014 in Zagreb traf Denis Kudla im Finale wieder auf Islam Abbasow, dem er wieder nach Punkten unterlag.
Im März 2015 schaffte Denis Kudla in der vom Ringer-Weltverband neu eingeführten Altersklasse U 23 seinen nächsten großen internationalen Erfolg. Er holte sich in Wałbrzych/Polen im Mittelgewicht mit Siegen über Bekchan Osdojew, Russland, Vagharshak Minasjan, Armenien, Islam Abbasow, Nikolai Dobrew, Bulgarien und Wladimir Stankic, Serbien, den Europameistertitel. 2015 wurde er auch zum zweiten Mal deutscher Meister vor Jan Fischer vom KSV Köllerbach und Ramsin Azizsir vom ASV Hof/Saale.
Im März 2016 gewann Denis Kudla bei der Europameisterschaft in Riga bei den Senioren in der Gewichtsklasse bis 85 kg Körpergewicht erstmals eine Medaille bei einer internationalen Meisterschaft. Er besiegte dabei Metehan Başar aus der Türkei, unterlag dann gegen den amtierenden Weltmeister Schan Belenjuk aus der Ukraine und sicherte sich eine Bronzemedaille mit Siegen über Kristofer Johansson aus Schweden und Laimutis Adomaitis aus Litauen.
Im August 2016 errang er bei den Olympischen Spielen in Rio de Janeiro seinen bisher größten internationalen Erfolg. Nach einer Niederlage gegen den späteren Olympiasieger Dawit Chakwetadse aus Russland besiegte er anschließend in der Trostrunde Habibollah Akhlaghi aus dem Iran und Victor Lörincz aus Ungarn und gewann damit verdientermaßen eine olympische Bronzemedaille. Für den Gewinn der Bronzemedaille bei den Spielen in Rio de Janeiro wurde er am 1. November 2016 vom Bundespräsidenten mit dem Silbernen Lorbeerblatt ausgezeichnet.
Bei der U-23-Europameisterschaft 2017 in Szombathely verlor Denis Kudla im Halbfinale etwas überraschend gegen Kristoffer Zakarias Berg aus Schweden, sicherte sich aber danach mit einem Sieg über den Ungarn Erik Szilvassi noch eine Bronzemedaille. In hervorragender Form stellte er sich dann im August 2017 bei der Weltmeisterschaft in Paris vor. Er besiegte dort im Mittelgewicht Hou Shuai aus China, Daniel Gregorich Hechevarria aus Kuba, seinen „alten“ Rivalen aus Juniorzeiten Islam Abbasow und den Asienmeister von 2017 Hossein Ahmad Nouri aus dem Iran. Im Finale musste er dann gegen Metehan Başar eine knappe 1:2-Punktniederlage hinnehmen und wurde damit Vizeweltmeister.

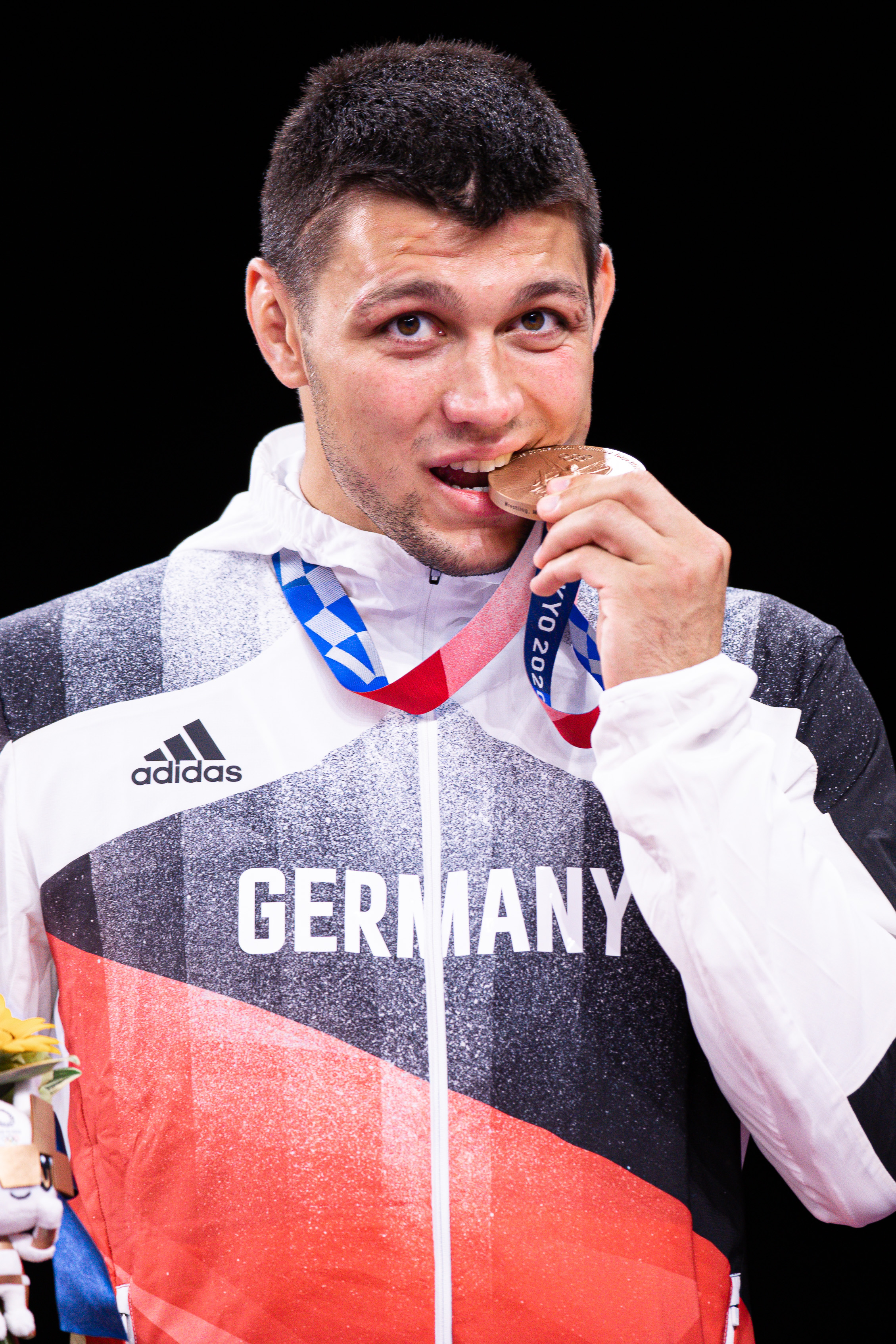
Denis Kudla 2021 bei den Olympischen Spielen

Bei der Europameisterschaft 2018 in Kaspijsk besiegte Denis Kudla in der Gewichtsklasse bis 87 kg Eerik Aaps, Estland und Tadeusz Michalik, Polen, verlor dann etwas überraschend gegen Bekchan Osdojew aus Russland auf Schultern, besiegte dann aber in der Trostrunde noch Artur Shahinjan aus Armenien und Islam Abbasow jeweils nach Punkten und gewann damit eine Bronzemedaille. Bei der Weltmeisterschaft 2018 in Budapest siegte Denis Kudla in der Gewichtsklasse bis 87 kg über Nikolai Dobrew, Bulgarien und Masato Sumi, Japan, verlor dann aber gegen Rustam Assakalow aus Usbekistan nach Punkten (2–5). Da dieser das Finale nicht erreichte, schied er aus und kam nur auf den 11. Platz.
Bei der Europameisterschaft 2019, die im April in Bukarest stattfand, traf Denis Kudla in der 1. Runde auf seinen alten Rivalen Islam Abbasow. Am Ende des Kampfes stand dieser nach techn. Punkten 1:1, da Abbasow seine „1“ aber später erzielte, als Kudla, wurde Abbasow Punktsieger. Da Islam Abbasow das Finale erreicht, konnte Denis Kudla in der Trostrunde weiterringen und zeigte dabei drei Meisterleistungen. Zunächst besiegte er den Olympiasieger von 2016 Dawit Chakwetadse aus Russland nach Punkten, danach schulterte er den Weltmeister von 2017 Maksim Manukjan aus Armenien und im Kampf um die Bronzemedaille besiegte er den starken Weißrussen Mikalai Stadub mit 3:1 techn. Punkten, der vorher den Doppel-Weltmeister Metehan Başar im Wettkampf ausgestochen hatte. Die Bronzemedaille war der verdiente Lohn.
Auch bei der Weltmeisterschaft 2019 in Nur-Sultan (Kasachstan) war er in guter Form. Er besiegte in der Gewichtsklasse bis 87 kg den ägyptischen Bulgaren Tarek Mohamed Abdeslam Sheble Mohamed und Amer Hrustanovic, Österreich, unterlag aber im Halbfinale gegen Schan Belenjuk aus der Ukraine knapp mit 1:2 techn. Punkten. Im Kampf um eine der Bronzemedaillen siegte er wiederum über Mikalai Stadub nach Punkten.
Bei den 2021 ausgetragenen Olympischen Spielen in Tokio gewann Kudla in der Klasse bis 87 kg die Bronzemedaille. Im Achtelfinale bezwang er Nursultan Tursynow; im Viertelfinale unterlag er dem späteren Silbermedaillengewinner Viktor Lőrincz. In der Hoffnungsrunde besiegte er Atabek Azisbekov und im Kampf um Bronze den Ägypter Mohammed Metwally.
Denis Kudla beendete 2022 seine internationale Karriere. 2024 wurde er für seine herausragenden sportlichen Erfolge und Verdienste um den Ringersport in die Hall of Fame des Deutschen Ringer-Bundes aufgenommen.

## Internationale Erfolge
| Jahr | Platz  | Wettbewerb                                               | Gewichtsklasse | Ergebnisse |
| 2009 | 3.     | Intern. Römercup (Cadets) in Ladenburg                   | bis 63 kg      | hinter Pontus Bergström, Schweden und Alexander Geid, Deutschland |
| 2010 | 19.    | Junioren-EM (Cadets) in Sarajevo                         | bis 63 kg      | Sieger: Firuz Zulukidse, Georgien vor Karapet Chaljan, Armenien |
| 2011 | 3.     | Junioren-EM (Cadets) in Warschau                         | bis 76 kg      | hinter Muchamed Kogitschew, Russland und Lasha Gobadse, Georgien |
| 2011 | 1.     | Junioren-WM (Cadets) in Szombathely                      | bis 76 kg      | nach Siegen über Vasilios Diamantidis, Griechenland, Anton Olejnik, Ukraine, Takseli Tarino, Finnland, Muchamad Kogitschew und Ogushan Mesut Sarisoy, Türkei                                      |
| 2012 | 2.     | Intern. Brandenburg-Cup der Junioren in Frankfurt (Oder) | Mittel         | hinter Hoha Hahnidse, Weißrussland, vor Arkadi Bljumin, Ukraine und Samba Diong, Frankreich |
| 2012 | 8.     | Junioren-EM in Zagreb                                    | Mittel         | nach Siegen über Wladimir Stankic, Serbien und Dimitrios Papadopoulos, Griechenland und einer Niederlage gegen Fuad Alijew, Aserbaidschan                                                         |
| 2012 | 22.    | Junioren-WM in Pattaya                                   | Mittel         | nach einer Niederlage gegen Hoha Hahnidse |
| 2013 | 1.     | Intern. Brandenburg-Cup (Junioren) in Frankfurt (Oder)   | Mittel         | vor Zakarias Berg, Schweden, Samba Diong und Ilja Gulijew, Russland |
| 2013 | 1.     | Junioren-EM in Skopje                                    | Mittel         | nach Siegen über Zakarias Berg, Robert Kobliaschwili, Georgien, Mikola Krisow, Ukraine, Ilja Gulijew und Dorian Parwan, Rumänien                                                                  |
| 2014 | 1.     | Intern. Brandenburg-Cup (Junioren)in Frankfurt (Oder)    | bis 85 kg      | vor Dimitrios Tsekeridis, Griechenland, Jahor Jaskawez, Weißrussland und Martinas Nesevicius, Litauen                                                                                             |
| 2014 | 2.     | Junioren-EM in Katowice/Polen                            | bis 84 kg      | hinter Islam Abbasow, Aserbaidschan, vor Lascha Gobadse, Georgien und Gadschimurad Dschalalow, Russland                                                                                           |
| 2014 | 2.     | Junioren-WM in Zagreb                                    | bis 84 kg      | hinter Islam Abbasow, vor Demetrios Tsekeridis und Lascha Gobadse |
| 2015 | 1.     | U 23-EM in Wałbrzych/Polen                               | bis 85 kg      | nach Siegen über Bekchan Osdojew, Russland, Vaghartshak Minasjan, Armenien, Islam Abbasow, Nikolai Dobrew, Bulgarien und Wladimir Stankic, Serbien                                                |
| 2015 | 3.     | „Ion-Corneanu“-Memorial in Bukarest                      | bis 85 kg      | hinter Dorin Parvan, Rumänien und Jan Fischer, Deutschland |
| 2015 | 3.     | „Wladyslaw-Pytlasinski“-Memorial in Warschau             | bis 85 kg      | hinter Alexei Mischin, Russland und Viktor Lőrincz, Ungarn |
| 2015 | 11.    | Welt-Militärspiele in Mungyeong/Südkorea                 | bis 85 kg      | Sieger: Schan Belenjuk, Ukraine vor Damian Janikowski, Polen, Laimutis Adomaitis, Litauen und Alexei Mischin                                                                                      |
| 2016 | 1.     | Thor-Masters in Nyköbing/Dänemark                        | bis 85 kg      | vor Ramsin Azizsir, Deutschland, Alexander Kazakewitsch, Litauen und Tobias Kvarnmark, Schweden                                                                                                   |
| 2016 | 3.     | EM in Riga                                               | bis 85 kg      | nach einem Sieg über Metehan Başar, Türkei, einer Niederlage gegen Schan Belenjuk und Siegen über Kristoffer Johansson, Schweden und Laimutis Adomaitis                                           |
| 2016 | Bronze | Olympische Spiele 2016 in Rio de Janeiro                 | bis 85 kg      | nach Siegen über Yanarbek Kenjeew, Kirgisistan und Robert Kobliaschwili, Georgien, einer Niederlage gegen Dawit Chakwetadse, Russland und Siegen über Habibollah Akhlagi, Iran und Viktor Lőrincz |
| 2017 | 3.     | U 23-EM in Szombathely                                   | bis 85 kg      | nach Siegen über Arif Niftulajew, Israel und Ali Cengiz, Türkei, einer Niederlage gegen Kristoffer Zakarias Berg, Schweden und einem Sieg über Erik Szilvassi, Ungarn                             |
| 2017 | 2.     | WM in Paris                                              | bis 85 kg      | nach Siegen über Hou Shuai, China, Daniel Gregorich Hechevarria, Kuba, Islam Abbasow und Hossein Ahmad Nouri, Iran und einer Niederlage gegen Metehan Başar, Türkei                               |
| 2018 | 1.     | Thor-Masters in Nyköbing/Dänemark                        | bis 87 kg      | vor Ramsin Azizsir, Kristoffer Zakarias Berg und Emil Sandahl, bde. Schweden |
| 2018 | 3.     | EM in Kaspijsk                                           | bis 87 kg      | nach Siegen über Eerik Aaps, Estland und Tadeusz Michalik, Polen, einer Niederlage gegen Bekchan Osdojew, Russland und Siegen über Artur Shahinjan, Armenien und Islam Abbasow                    |
| 2018 | 1.     | Großer Preis von Deutschland in Dortmund                 | bis 87 kg      | vor Amer Hrustanovic, Österreich, Ali Cengiz, Türkei und Viktor Lőrincz |
| 2018 | 11.    | WM in Budapest                                           | bis 87 kg      | nach Siegen über Nikolai Dobrew, Bulgarien und Masato Sumi, Japan und einer Niederlage gegen Rustam Assakalow, Usbekistan                                                                         |
| 2019 | 2.     | Thor-Masters in Nyköbing/Dänemark                        | bis 87 kg      | hinter Zakarias Berg, Schweden, vor Amer Hrustanovic und Turpan-Ali Bisultanow, Dänemark |
| 2019 | 3.     | EM in Bukarest                                           | bis 87 kg      | nach einer Niederlage gegen Islam Abbasow und Siegen über Dawit Chakwetadse, Russland, Maksim Manukjan, Armenien und Mikalai Stadub, Weißrussland                                                 |
| 2019 | 3.     | WM in Nur-Sultan (Kasachstan)                            | bis 87 kg      | nach Siegen über Tarek Mohamed Abdeslam Sheble Mohamed, Bulgarien und Amer Hrustanovic, Österreich, einer Niederlage gegen Schan Belenjuk, Ukraine und einem Sieg über Mikalai Stadub             |
| 2019 | 3.     | Militär-Weltspiele in Wuhan                              | bis 87 kg      | hinter Viktor Lőrincz und Rafik Huseinow, Aserbaidschan, gemeinsam mit Jewgeni Salejew, Russland                                                                                                  |
| 2021 | Bronze | Olympische Spiele in Tokio                               | bis 87 kg      | hinter Schan Belenjuk und Viktor Lőrincz, gemeinsam mit Sarub Dutanaschwili |

## Deutsche Meisterschaften
(nur Seniorenbereich)
| Jahr | Platz | Gewichtsklasse | Ergebnisse |
| 2011 | 2.    | Welter         | hinter Fabian Jänicke, RSV Hansa Frankfurt (Oder), vor Adam Juretzko, SV Germania Weingarten und Niklas Kamm, ASV Bindlach                                     |
| 2012 | 1.    | Mittel         | vor Bastian Kurz, RSV Hansa Frankfurt (Oder), Eugen Ponomartschuk, SV Wacker Burghausen, Daniel Vollmer, TSV Ehningen und Jan Fischer (Ringer), KSV Köllerbach |
| 2013 | 3.    | Mittel         | hinter Eugen Ponomartschuk und Konstantin Schneider, KSV St. Ingbert                                                                                           |
| 2014 | 2.    | bis 85 kg      | hinter Eugen Ponomartschuk, vor Thomas Leffler, RSV Greiz und Waldemar Streib, KSC Niedernberg                                                                 |
| 2015 | 1.    | bis 85 kg      | vor Jan Fischer, KSV Köllerbach, Ramsin Azizsir, ASV Hof/Saale und Tom Linke, FSV Stralsund                                                                    |
| 2017 | 1.    | bis 85 kg      | vor Arian Günay, KSV Ispringen, Julian Neumaier, KDV Hofstetten und Sebastian Janowski, AC Heusweiler                                                          |
| 2018 | 1.    | bis 87 kg      | vor Simon Weißhaar, KSV Taisersdorf, Sebastian Janowski und Jan Fischer, KV Riegelsberg                                                                        |

Erläuterungen
- alle Wettkämpfe im griechisch-römischen Stil
- Weltergewicht, Gewichtsklasse bis 74 kg, Mittelgewicht, bis 84 kg Körpergewicht (bis 31. Dezember 2013); seit 1. Januar 2014 gilt eine neue Gewichtsklasseneinteilung durch den Ringer-Weltverband FILA, nunmehr UWW = United World Wrestling. Der bisherigen Mittelgewichtsklasse entspricht nunmehr die Gewichtsklasse bis 85 kg Körpergewicht
- OS = Olympische Spiele, WM = Weltmeisterschaft, EM = Europameisterschaft